# Polybetes quadrifoveatus
Polybetes quadrifoveatus is een spinnensoort in de taxonomische indeling van de jachtkrabspinnen (Sparassidae).
Het dier behoort tot het geslacht Polybetes. De wetenschappelijke naam van de soort werd voor het eerst geldig gepubliceerd in 1914 door Järvi.